# A Greater Good (History 1998-2008)
A Grater Good (History 1998-2008) è una compilation e, ufficialmente, l'ultima pubblicazione di Neuroticfish pubblicato nel 2008.

## Tracce
1. Can't Stop a Riot – 5:13
2. A Greater Good – 6:03
3. M. F. A. P. L. – 4:43
4. Prostitute – 4:15
5. Skin – 4:06
6. Bomb – 5:55
7. Velocity – 5:00
8. Need – 5:42
9. Close – 5:49
10. I Don't Need This City – 4:39
11. It's Not Me – 5:17
12. Care – 6:10
13. Suffocating Right – 5:24
14. Wake Me Up! – 5:11
15. Black Again – 5:08
16. Waste – 3:58